# 艾哈迈德·卡德罗夫
艾哈迈德-哈吉·阿卜杜勒哈米多维奇·卡德罗夫（俄语：Ахмат-Хаджи Абдулхамидович Кадыров，羅馬化：Q̇adiri Jabdulẋamidan khant Aẋmad-Ẋaƶi，1951年8月23日—2004年5月9日）是俄罗斯联邦车臣共和国首任总统，2004年5月9日在车臣共和国首府格罗兹尼的狄纳莫体育场内被车臣反政府武装份子以炮弹改造的地雷刺杀身亡。

## 生平
1951年，卡德罗夫生于苏联哈萨克苏维埃社会主义共和国的卡拉干达，并于1957年4月随同父母返回当时前苏联俄罗斯联邦的车臣-印古什自治共和国。他的家庭是一个穆斯林家庭，也是当地最大的家族的成员。1980年赴乌兹别克苏维埃社会主义共和国学习伊斯兰宗教，1986年毕业于塔什干伊斯兰大学，获得神学和世俗哲学两个专业的高等学历。1990年代初，他回到车臣，与纳苏哈-哈吉·阿赫马托夫一起创立了库尔恰洛伊伊斯兰学院。
在1994年至1996年的第一次车臣战争期间，卡德罗夫与当时车臣武装组织领导人焦哈尔·杜达耶夫站在同一陣線，任车臣穆夫提，与俄罗斯联邦军队对抗。在杜达耶夫被殺之后，车臣武装组织的领导由阿斯兰·马斯哈多夫接任。
由于他与马斯哈多夫在政策上的分歧日益嚴重，他在1999年8月与武装组织決裂，转而支持俄罗斯联邦，并在2003年5月的选举中取得超过八成选民的支持成为总统。2003年5月10日，被俄罗斯授予“俄罗斯联邦英雄”称号。

## 遇刺
2004年5月9日上午，車臣首都格羅茲尼舉行的蘇聯勝利日遊行中，迪納摩足球場的貴賓座位發生爆炸，卡德羅夫當場身亡。他的兩名保鑣、車臣國家委員會主席、一名路透社記者以及其他十幾人也被殺害（後來的報道稱死亡人數超過30人）。另有約56人受傷，包括俄羅斯駐車臣部隊指揮官瓦列里·巴拉諾夫上將，他在爆炸中失去了一條腿。據稱，這枚炸彈是在最近的維修過程中嵌入到支撐柱的混凝土中。車臣叛軍領導人沙米利·巴薩耶夫後來聲稱，他為這次襲擊支付了5萬美元。